# 천사가 없는 12월
천사가 없는 12월(일본어: 天使のいない12月, December when there is no angel)은 2003년 9월 26일에 발매된 일본의 비주얼 노벨 제작 회사 리프가 만든 AVG게임이다.

## 등장인물
키타 토키노리 (일본어: 木田時紀)
본 작품의 주인공(이름은 변경 가능). 가족은 맞벌이 부모님과 연년생의 여동생, 총 4명이다. 무기력하고 염세적으로, 중요한 일과는 학교의 옥상에서 담배를 피우는 것이다. 한편, 토우코가 주워 온 강아지를 돌보는 등 상냥한 면도 있다. 여동생 에미리에게 부탁받아 여동생이 집안일 모두를 맡는 대신에, 인기 크리스마스 케이크를 확보하기 위해 케이크 상점 아르바이트를 시작한다.
쿠리하라 토우코 (일본어: 栗原透子) - 성우 - 아유카와 히나타
3월 20일생. 본 작품의 메인 히로인. 시노부의 같은 반 친구로, 항상 시노부를 뒤따라 행동하고 있다. 얼굴이나 머리도 나쁘고, 행동이 느린 데다가 마음이 약하다. 반에서는 존재감이 없고, 반 친구들에게서는 바보 취급 당하고 있다. 토키노리가 옥상에 있는 것을 우연히 목격하여, 자신도 옥상에서 지내고 싶다고 부탁해, 그 교환 조건으로서 토키노리와 육체 관계를 가진다. 그것은 1번의 약속이었지만, 누군가에게 필요한 존재가 되고 싶다고 생각한 나머지, 그 후에도 관계를 바라게 된다. 덧붙여 정도의 차이는 있지만, 토우코의 존재는 다른 모든 히로인의 시나리오에도 관련된다. 또, 토우코의 안경을 벗은 CG는, 아루루와 놀자!!의 「리퐁」으로 등장하고 있다.
사카키 시노부 (일본어: 榊しのぶ) - 성우 - 타카츠키 사쿠라
12월 29일생. 토우코의 소꿉친구로 같은 반이다. 반장을 맡고 반을 잘 이끌어 여학생에게서는 존경받고 있다. 토우코를 누구보다 사랑하고 있다. 성적이 우수하지만 성격이 드세고, 토우코를 상처 입히는 사람에게는 가차 없이 손을 대는 일도 자주 있다. 지금 학교에 입학한 것도, 사실은 더 좋은 학교에 입학할 수 있었음에도 불구하고, 토우코의 성적에 맞추어 일부러 이 학교를 선택한 것이다.
아소 아스나 (일본어: 麻生明日菜) - 성우 - 미나비 이부키
3월 6일생. 토키노리가 아르바이트 하는 케이크 상점의 선배. 불문학과 재학 중, 미인으로 육감적인 여자대학생. 점장 준고는, 아스미의 외가 숙모인 유미의 남편이다. 토키노리를 평상시는 괴롭히는 편이지만, 가끔 고민 상담을 해주는 등 어른스러운 태도를 보이기도 한다.
스마데라 유키오 (일본어: 須磨寺雪緒) - 성우 - 이무라야 호노카
8월 5일생. 주인공과 같은 학년(반은 다르다). 방과후에 자주 통기타를 연주한다. 이전에는 피아노를 배웠고, 콩쿨에서 수상한 적도 있었지만, 아무 의미도 없다고 생각하여 그만두었다. 토키노리는 모르지만, 유키오의 미모나 우수한 성적, 신비성 등 학교에서는 매우 유명하다. 토키노리와 같은 케이크 상점으로 아르바이트를 시작한다. 실은 자살 욕구를 느끼고 있지만 숨기고 있다. 그것을 알게 된 토키노리는 많이 동요하게 된다.
하즈키 마호 (일본어: 葉月真帆) - 성우 - 아구미 오토
10월 1일생. 토키노리의 후배로, 에미리와 같은 반. 라크로스부 (라크로스:크로스라는, 끝에 그물이 달린 스틱을 사용하는 하키와 비슷한 구기, 한 팀에 열 명씩 두 팀이, 상대의 골에 공을 쳐 넣어서 득점을 겨룬다) 소속. 성격은 밝고, 침착성이 부족하다. 이사오의 애인이지만, 연애에 있어서의 육체 관계에 대해서는 납득할 수 있는 대답이 발견되지 않아서, 이사오를 거부하고 있다. 그 때문에 이사오의 관계가 삐걱거려 고민하고 있다.
키타 에미리 (일본어: 木田恵美梨) - 성우 - 미루
토키노리의 친 여동생으로, 같은 학교에 다니고 있다. 아이 같은 성격으로, 희로 애락이 확실하다. 좋아하는 것은 햄버거 스테이크. 토키노리의 심술궂은 태도에 대해서, 「根スケベ(변태)」 「18금남(18禁男)」 「죽어 버려(死んじゃえ)」 등 폭언을 퍼붓는다. 그러나 오빠를 싫어하는 것은 아니다. 토우코 루트에서는 토우코와 오빠의 연애를 그 나름대로 응원해준다. 짝사랑 상대가 있는 것 같지만, 그 상대는 비밀인 듯 하다. 덧붙여 에미리의 공략은 불가능하다. 아루루와 놀자!!의 「리퐁(りーぽん)」으로 탈의 한 CG가 있다.
시모무라 이사오 (일본어: 霜村功)
토키노리의 친구로, 마호의 애인. 크리스마스 이브에 마호와 첫 경험을 하려고 계획하지만, 그 속셈을 마호에게 들키어 최근에는 관계가 잘 되지 않고 있다.
스가모 준고 (일본어: 巣鴨文吾)
케이크점 「유납야곡(維納夜曲)」의 점장으로, 아스미의 숙모인 유미의 남편. 타마미라는 딸이 있다. 몸집이 크고 튼튼한 체격과는 정반대로, 그 케이크 만들기 솜씨에는 아주 뛰어나다. 파리와 빈에서 오랫동안 공부했고, 콘테스트에서 입상한 적도 있는 것 같다. 크리스마스에 대비해 토키노리와 유키오를 고용한다. 화내자마자 손을 들지만, 토키노리를 배려를 하는 면도 있다.
야타바 타치바나
토키노리의 클래스 담임 교사. 영어를 담당하고 있다. 이상한 성격으로, 학생에게 대체로 미움받고 있다.

## 특징·평가
- HCG가 특히 많이 나오는 작품으로 유명한 천사가 없는 12월은 일부 유저들에 의해 '천사가 벗는 12월'로 불리기도 했다.
- 당시 2004년 신작애니개발 착수한다는 루머가 있었으나, 결국은 취소로 확정났다. 당시Leaf.Aquaplus 의 재정적문제로 지적된다.
- 매니아들 사이에서는 아직도 인지도높은 작품이다. 특히 신작애니메이션 발표시즌기간이 되면 '천사가 없는 12월' 애니화에 대해 간간히언급된다.